# Ozeanien
Ozeanien ist die Bezeichnung für die Inselwelt des Pazifiks nördlich und östlich des Kontinents Australien. Die über 7500 Inseln umfassen zusammen eine Landfläche von 397.000 Quadratkilometern und erstrecken sich über ein Meeresgebiet von etwa 70 Millionen Quadratkilometern. Etwa 2100 der Inseln sind bewohnt, insgesamt 9,9 Millionen Menschen leben dort.
Zusammen mit Australien bildet Ozeanien die kontinentale Großregion Australien und Ozeanien. Häufig wird Australien und Ozeanien statt des Kontinents Australien (der neben dem Staat Australien auch Neuguinea umfasst) als Kontinent aufgefasst. Gelegentlich, insbesondere im englischen Sprachraum, wird Australien und Ozeanien einfach als Ozeanien bezeichnet, was in diesem Kontext das australische Festland sowie alle australischen und ozeanischen Inseln umfasst.

## Begriff

### Ozeanien

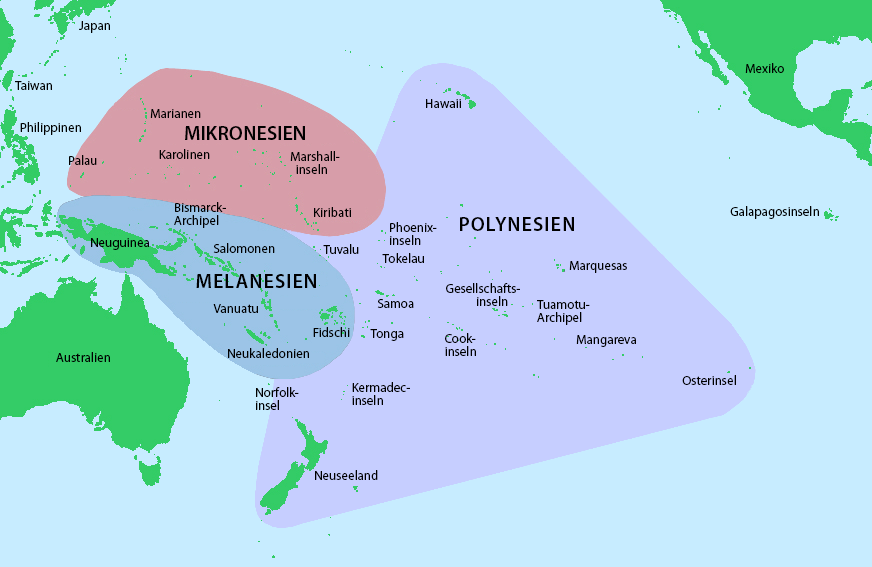
Kulturelle Regionen Ozeaniens

Der Umfang des zu Ozeanien gehörenden Gebietes wird verschieden definiert. In der gängigsten deutschsprachigen Definition gehören nur Polynesien, Melanesien und Mikronesien zu Ozeanien. Sowohl Neuseeland als auch Hawaii werden Polynesien zugeordnet, da beide von Polynesiern besiedelt worden sind, die für deren kulturelle Entfaltung große Bedeutung hatten. Dies trifft auch auf die Gegenwart zu, obwohl Neuseeland aufgrund der europäischen Einwanderung starke europäische Züge aufweist und Hawaii dem amerikanischen Wirtschaftsraum angehört. Die Klassifikation schließt damit die ostasiatischen Inselketten sowie jene des Malaiischen Archipels aus, die eine unterschiedliche kulturlandschaftliche Entwicklung mit andersartigen historischen, wirtschaftlichen und sozialen Charakteristika aufweisen.
Selten wird auch der Osten des Malaiischen Archipels hinzugezählt. Gelegentlich – und insbesondere im englischen Sprachraum – werden Australien und Ozeanien auch verkürzt als Ozeanien (Oceania) bezeichnet.
Ihre eigentümliche Nomenklatur verdankt das Gebiet der augenscheinlichen Distanz zu anderen Kontinenten. Um die kulturelle Identität der Ureinwohner der Pazifikwelt in einem Begriff zu vereinen, entstand vormals die Bezeichnung Austronesien für die von Māori und anderen polynesischen Völkern bewohnten Südseeinseln. Nach und nach wurde der Terminus auf andere Gebiete erweitert.

### Transozeanien

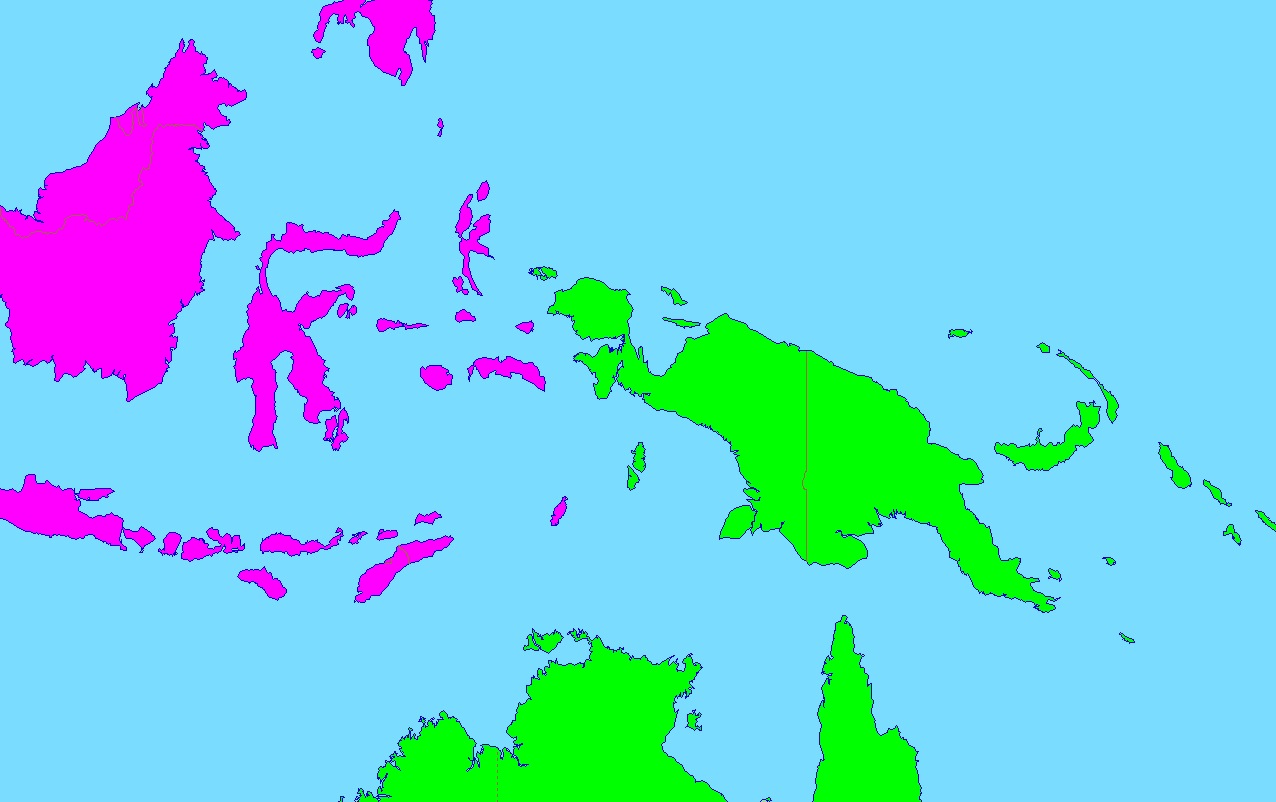
Transozeanien

Im Englischen ist zusätzlich der Begriff Transozeanien gebräuchlich. Dieser Terminus entstand vor allem aus wirtschaftlichen Gründen in Australien und Neuseeland und bezeichnet ein Gebiet vom Norden Australiens über Indonesien bis zur Südgrenze der Philippinen und dem äußersten Westen der pazifischen Inseln. Die Region hat für die Industrieländer im Süden als Handelsroute in die Entwicklungs- und Schwellenländer Ost- und Südostasiens ebenso eine hohe Bedeutung, wie als Rohstoffquelle, Standort für Billigproduktion und Absatzmarkt.

### Südsee
Der Begriff „Südsee“ wurde 1513 von Vasco Núñez de Balboa geprägt, als dieser die Landenge von Panama durchquert hatte und das vor ihm liegende Meer (Pazifik) Mar del sur („Südmeer“) nannte, da er von seinem Standort aus nach Süden auf das Meer blickte. Zentrale Inselgruppen sind die Gesellschaftsinseln (Französisch-Polynesien/Tahiti), der Samoa-Archipel und die Fidschi-Inseln. Der Begriff Südsee wird häufig synonym mit Ozeanien und im engeren Sinne mit Polynesien verwendet (Dreieck mit den Eckpunkten Hawaii, Neuseeland und der Osterinsel). Davon abgeleitet sind weitere Begriffe geläufig, wie Südpazifik oder südpazifischer Inselraum. Diese traten in der Vergangenheit im politischen Vokabular häufig als selbstgewählte Bezeichnungen auf (z. B. South Pacific Forum, South Pacific Commission, University of the South Pacific). Viele dieser Bezeichnungen wurden in den vergangenen Jahren abgeändert um dem gesamten Pazifikraum Bedeutung zu verleihen.

## Geografie

### Geologie

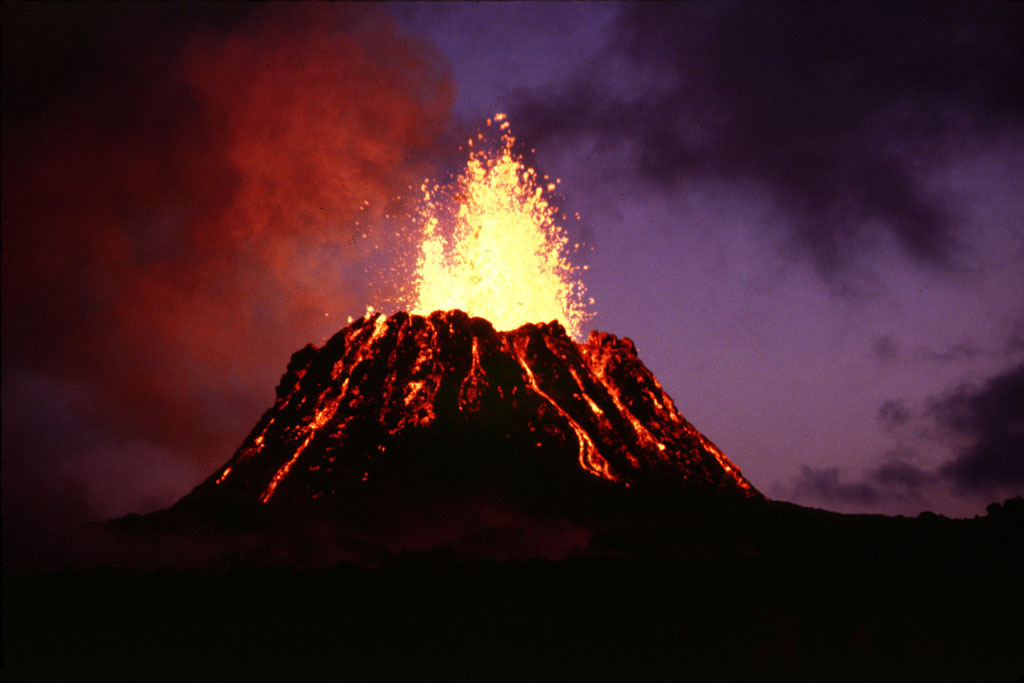
Der Kilauea auf Hawaii

Ozeanien ist kein Kontinent im geologischen Sinn, da nur Neukaledonien und Neuseeland aus kontinentaler Erdkruste des einstigen Kontinents Gondwana bestehen: So bilden Neuseeland, Neukaledonien und die Lord-Howe-Schwelle mit der Lord-Howe-Inselgruppe ein großes Stück des einstigen kontinentalen Schelfs Gondwanas, den Mikrokontinent Zealandia. Neuguinea ist von Australien nur durch die flache Arafurasee getrennt, noch während der letzten Eiszeit bildeten sie eine zusammenhängende Landmasse namens Sahul, da damals der Wasserspiegel im Pazifik etwa 100 m tiefer als heute war.
Die meisten Inseln Ozeaniens sind vulkanische Erhebungen im durchschnittlich 4000 m tiefen Pazifischen Ozean, oft erkennbar an Vulkankratern an Land. Teilweise reichen die Vulkane auch nur bis knapp unterhalb der Meeresoberfläche und werden durch Korallen zu Riffen und flachen Inseln erweitert. Häufig sind auch Vulkaninseln, die von einem Gürtel aus Korallenriffen umrahmt werden oder Felsformationen aus dem von Korallen gebildeten Kalkstein haben. Hier finden sich häufig Höhlenstrukturen.
Auslöser der vulkanischen Aktivitäten sind geologische Vorgänge in der ozeanischen Erdkruste. Die Bewegungen der Lithosphärenplatten im Pazifik sind auch Ursache des so genannten Pazifischen Feuerrings, an dem vor allem an dessen westlichem Rand viele Inseln entstanden. Durch Vulkanismus an Hotspots entstanden weit im Ozean liegende lange Inselketten, wie beispielsweise die Hawaii-Emperor-Kette mit den Inseln des Kure-Atolls, der Midwayinseln und den Hawaii-Inseln als Endpunkt.
Dort wo es zur Subduktion, beispielsweise der Pazifischen Platte kommt, entstanden Tiefseegräben, Inselbögen und manchmal Seebecken. Beispiele sind das Backarc-Becken, das westlich Tongas liegende Laubecken und der bis zu 10882 m unter dem Meeresspiegel liegende Tongagraben.

### Meeresströme

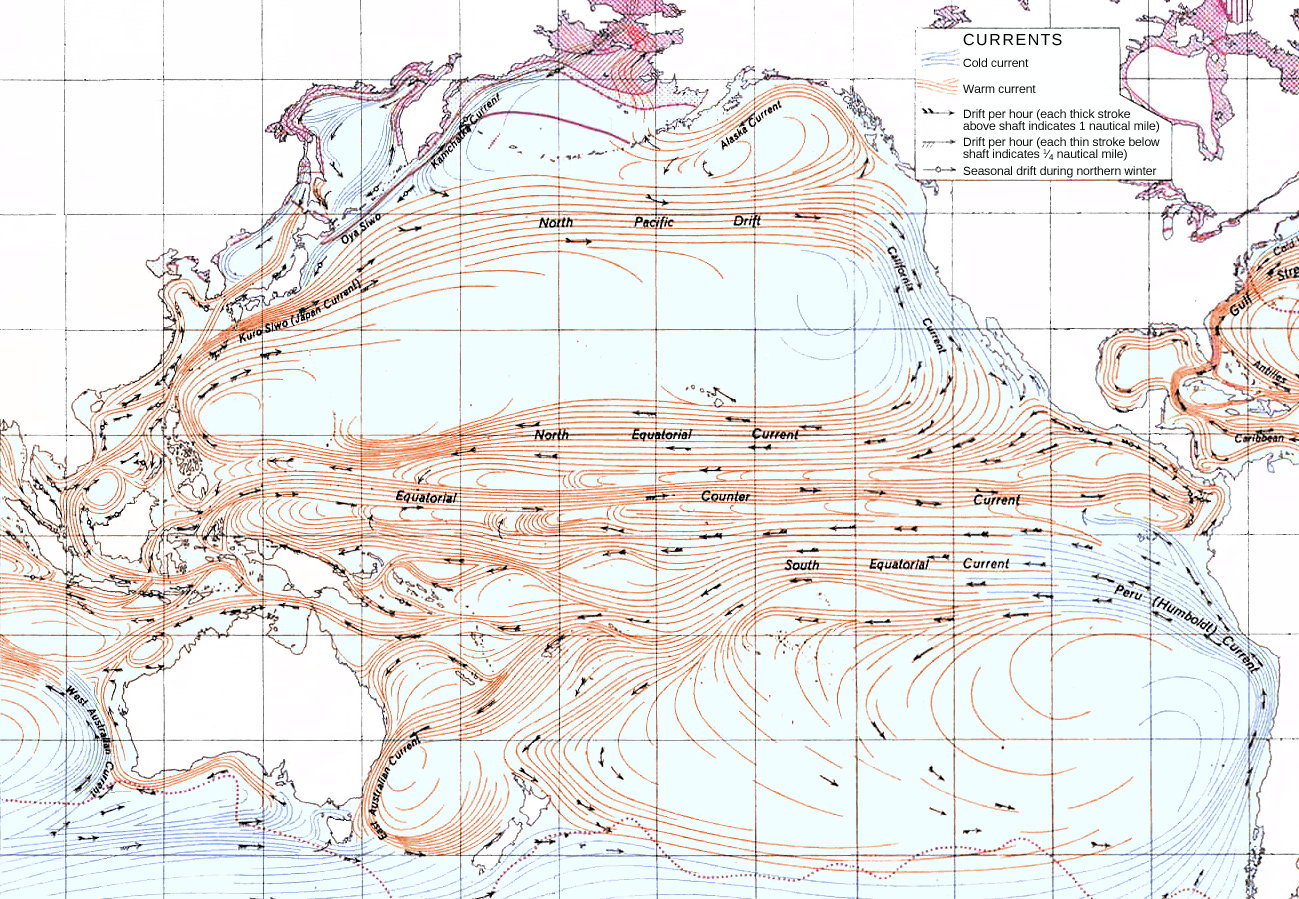
Meeresströme im Pazifik

Auf Höhe des Äquators verläuft im Pazifik von West nach Ost der äquatoriale Gegenstrom. Nördlich, auf der Höhe von Hawaii, fließt von Ost nach West der Nordäquatorialstrom. Bei Neuguinea geht er in eine nordwärts gerichtete Strömung über, fließt östlich der Philippinen als Kuroshio vorbei und erzeugt einen riesigen Wirbel im Gebiet von Mikronesien. Ein Teil der Meeresströmung verlässt den Wirbel ostwärts, um bis zur Küste Nordamerikas zu fließen und wieder zu seinem Anfang als Nordäquatorialstrom zurückzukehren. Südlich des Äquators, ebenfalls von Ost nach West, verläuft der Südäquatorialstrom. Dieser wird vom kalten Humboldtstrom an der Westküste Südamerikas gespeist und geht teilweise in den Ostaustralstrom über, der an der Ostküste Australiens entlangfließt und auf Neuseeland trifft. Von dort verläuft eine ostwärts gerichtete Strömung bis nach Südamerika, die sich aus warmem äquatorialem Wasser und kaltem Wasser des südlich von Australien und Neuseeland verlaufenden Antarktischen Zirkumpolarstroms zusammensetzt. Dadurch wird Neuseeland im Norden von einem warmen und im Süden von einem kalten Meeresstrom umflossen.

### Klima
Die tropischen bis subtropischen Pazifikinseln im Osten Ozeaniens bieten ganzjährig wenig Abwechslung und beherbergen durch ihr feuchtheißes Klima eine Vielzahl an Formen von Regenwald. Die niederschlagsreichen Winter im Osten und der Monsun im Nordwesten (Indonesien, Papua-Neuguinea) heben das Jahresmittel hier deutlich an.
Eine Ausnahme ist hier Neuseeland, wo kühlgemäßigtes Klima vorherrschend ist.

## Politische Gliederung

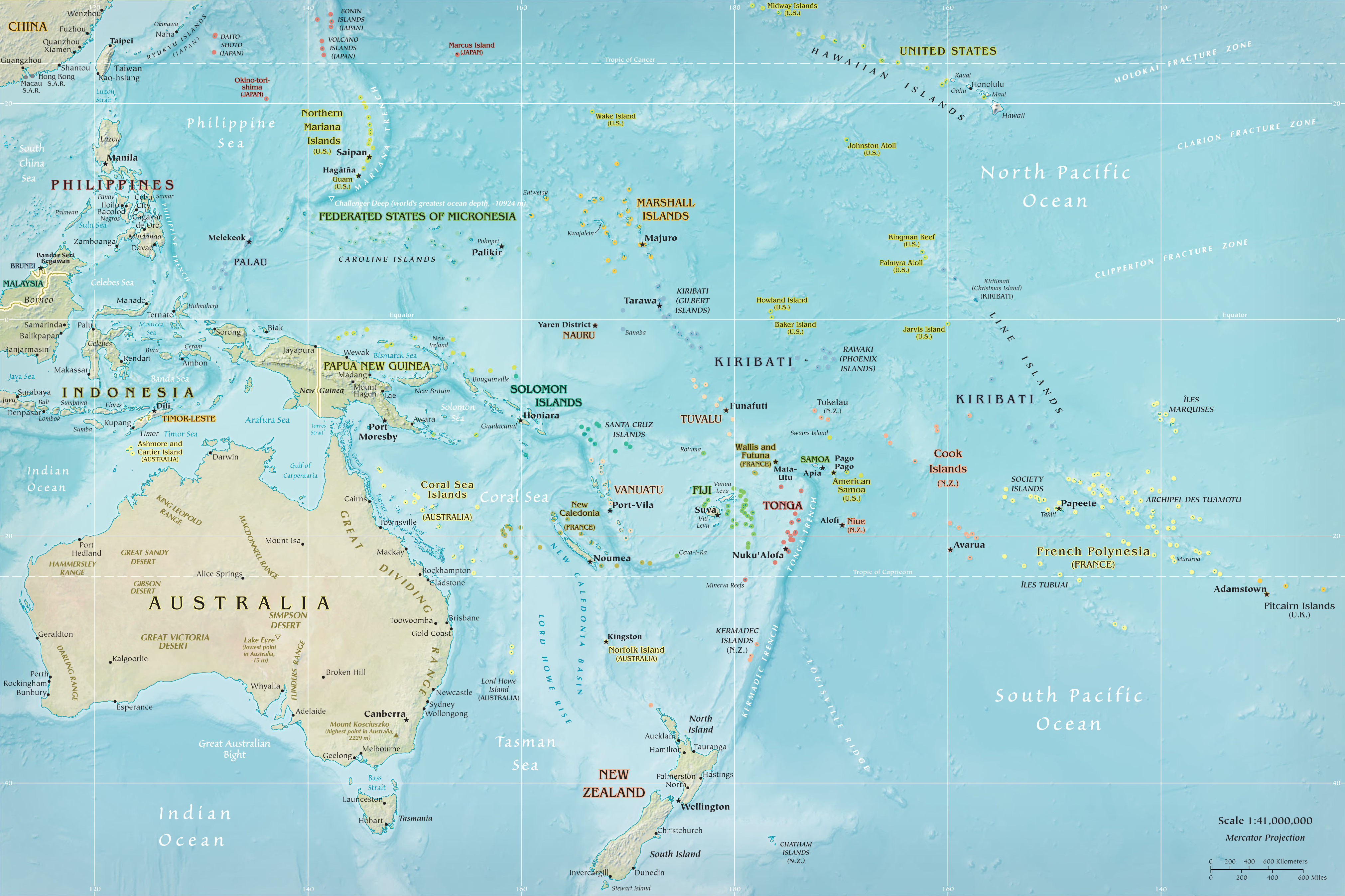
Australien und die Inseln Ozeaniens

### Unabhängige Staaten
Die Cookinseln sind ein unabhängiger Staat in „freier Assoziierung mit Neuseeland“, der von den Vereinten Nationen und von über 20 Staaten anerkannt ist (im März 2001 auch von Deutschland). Allerdings sind die Cookinseln nicht Mitglied der Vereinten Nationen. Assoziierungsabkommen von unabhängigen Staaten Ozeaniens mit anderen Staaten gibt es vielfach, so Palau, die Marshallinseln und Mikronesien mit den Vereinigten Staaten und die Cookinseln mit Neuseeland.
Niue hat zwar bezüglich Neuseeland den gleichen Status wie die Cookinseln, wird aber nur von wenigen Staaten als unabhängig anerkannt. Daher wird Niue in der Liste der abhängigen Gebiete geführt.
Die einzige Landgrenze zwischen zwei Staaten in der gesamten Region befindet sich auf Neuguinea zwischen Indonesien und Papua-Neuguinea. Neuguinea ist nach obiger Definition allerdings nicht Teil Ozeaniens.
| Lage | Land                               | Hauptstadt   | Fläche (km²) | Einwohnerzahl (Stand 2018) | Einwohner pro km² |
| ---- | ---------------------------------- | ------------ | ------------ | -------------------------- | ----------------- |
|      | Cookinseln                         | Avarua       | 240          | 17.459 (2016)              | 73                |
|      | Fidschi                            | Suva         | 18.270       | 883.483                    | 48                |
|      | Kiribati                           | South Tarawa | 811          | 115.847                    | 143               |
|      | Marshallinseln                     | Majuro       | 181          | 58.413                     | 323               |
|      | Föderierte Staaten von Mikronesien | Palikir      | 702          | 112.640                    | 160               |
|      | Nauru                              | Yaren        | 21           | 12.704                     | 605               |
|      | Neuseeland                         | Wellington   | 268.680      | 4.886.000                  | 18                |
|      | Palau                              | Ngerulmud    | 458          | 17.907                     | 39                |
|      | Salomonen                          | Honiara      | 28.450       | 652.858                    | 23                |
|      | Samoa                              | Apia         | 2.944        | 196.130                    | 67                |
|      | Tonga                              | Nukuʻalofa   | 748          | 103.197                    | 138               |
|      | Tuvalu                             | Funafuti     | 26           | 11.508                     | 443               |
|      | Vanuatu                            | Port Vila    | 12.200       | 292.680                    | 24                |

### Abhängige Gebiete
| Lage                                                                   | Land Mutterland                                         | Hauptstadt                       | Fläche (km²) | Einwohnerzahl (Stand 2018)  | Einwohner pro km² |
| ---------------------------------------------------------------------- | ------------------------------------------------------- | -------------------------------- | ------------ | --------------------------- | ----------------- |
|                                                                        | Amerikanisch-Samoa Vereinigte Staaten                   | Pago Pago                        | 199          | 55.465                      | 279               |
|                                                                        | Bougainville Papua-Neuguinea                            | Buka                             | 9.300        | 249.358 (2011)              | 27                |
|                                                                        | Französisch-Polynesien Frankreich                       | Papeete                          | 4.167        | 277.679                     | 67                |
|                                                                        | Guam Vereinigte Staaten                                 | Hagåtña                          | 549          | 165.768                     | 302               |
|                                                                        | Neukaledonien Frankreich                                | Nouméa                           | 19.060       | 284.060                     | 15                |
|                                                                        | Niue Neuseeland                                         | Alofi                            | 261          | 1.784 (2017)                | 7                 |
|                                                                        | Nördliche Marianen Vereinigte Staaten                   | Saipan                           | 477          | 56.882                      | 119               |
|                                                                        | Norfolkinsel Australien                                 | Kingston                         | 35           | 1.748 (2016)                | 50                |
|                                                                        | Pitcairninseln Vereinigtes Königreich                   | Adamstown                        | 49           | 50 (2020)                   | 1                 |
|                                                                        | Tokelau Neuseeland                                      | Fakaofo (Fale)                   | 12           | 1.499 (2016)                | 125               |
|                                                                        | Wallis und Futuna Frankreich                            | Mata Utu                         | 274          | 15.289 (2009)               | 56                |
|                                                                        | United States Minor Outlying Islands Vereinigte Staaten | Washington, D.C. (administrativ) | 28           | 300 (2009) Stationspersonal | 11                |
| Abhängige Gebiete (unbewohnte Inseln)                                  |                                                         |                                  |              |                             |                   |
|                                                                        | Korallenmeerinseln Australien                           | Willis Island Wetterstation      | 3            | 3-4 Stationspersonal        | 1-1,3             |
|                                                                        | Clipperton Frankreich                                   | keine                            | 1,7          | unbewohnt                   | 0                 |
| Subnationale Verwaltungseinheiten überwiegend nichtozeanischer Staaten |                                                         |                                  |              |                             |                   |
|                                                                        | Hawaii Vereinigte Staaten                               | Honolulu                         | 28.311       | 1.415.872 (2019)            | 45                |
|                                                                        | Osterinsel Chile                                        | Hanga Roa                        | 164          | 7.750 (2017)                | 23                |

## Flora und Fauna

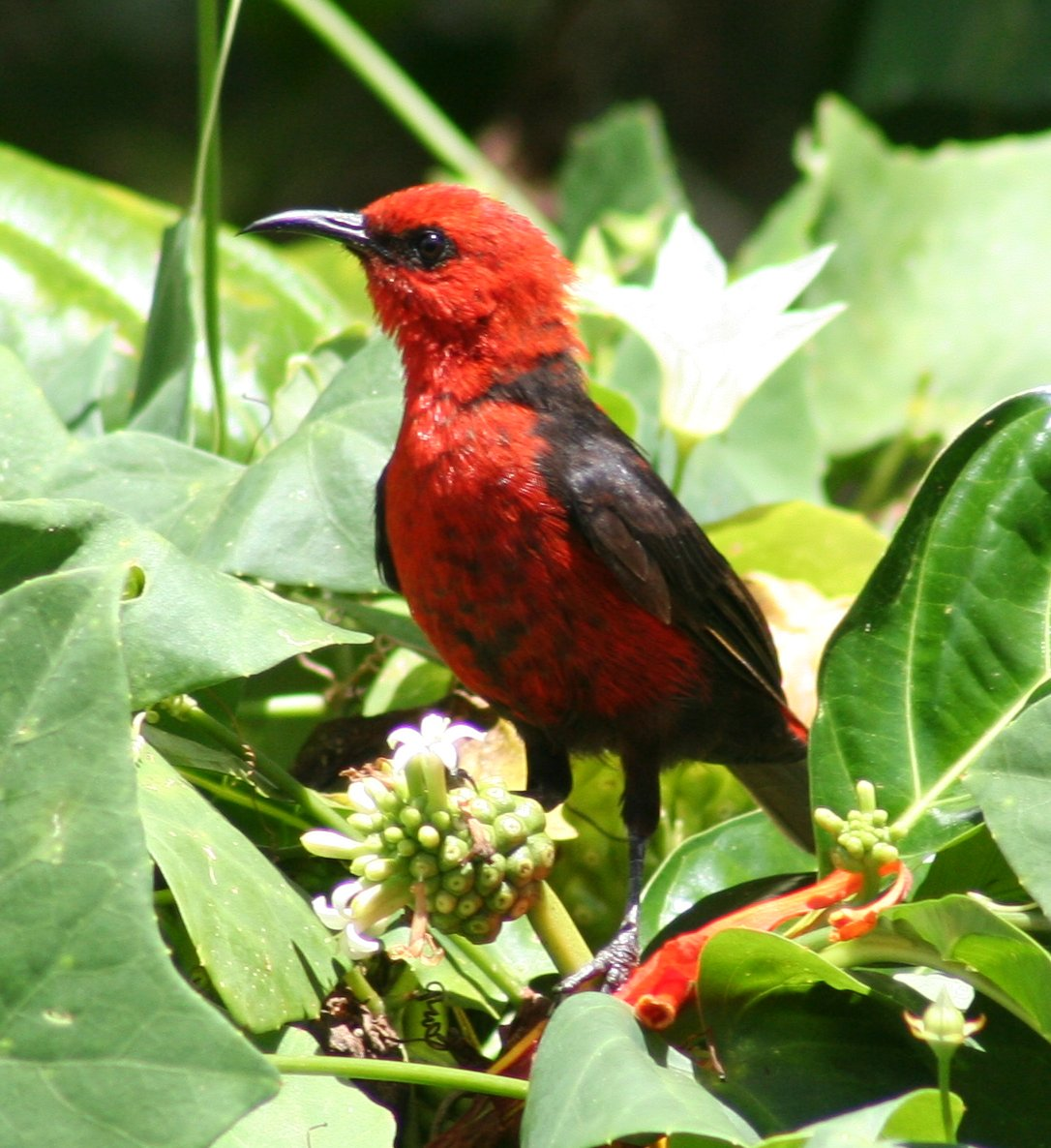
Rotihonigfresser in Mikronesien

Ozeaniens Flora und Fauna ist zweigeteilt. Zum einen gibt es die australische Tier- und Pflanzenwelt, mit zum Beispiel den Beutelsäugern und Kloakentieren, die bis zur so genannten Wallace-Linie im Malaiischen Archipel reicht, zum anderen die Welt der kleinen Inseln im Pazifik, wohin Landpflanzen und Landtiere nur über das Meer angeschwemmt werden können. Dort kann die adaptive Radiation beobachtet werden, die Auffächerung einer wenig spezialisierten Art an die vorhandenen Umweltverhältnisse in viele stärker spezialisierte Arten. Dabei sind flugunfähige Vögel, beim Fehlen großer bodenlebender Raubtiere, eine häufige Erscheinung.
Die Meeresfauna und -flora zeichnet sich durch eine große Vielfalt aus. Bekannte Naturgebiete sind das Great Barrier Reef, das Korallendreieck, East Rennell, die Lord-Howe-Inselgruppe und die Nordwestlichen Hawaii-Inseln.
Viele Tier- und Pflanzenarten Ozeaniens sind nur in kleinen Regionen heimisch und gelten daher als endemisch. Diese sind oft durch eingeschleppte Tiere, wie Hunde, Katzen, Schweine oder Ratten, vom Aussterben bedroht. Ein Beispiel dafür ist der neukaledonische Kagu. Dieser legt von Natur aus wenige Eier, da er ursprünglich keine Feinde hatte. Als aus Europa Ratten eingeschleppt wurden, fraßen diese die für sie leichte Beute und der Bestand des Kagu sank bedrohlich. Nur strenge Schutzmaßnahmen retteten die Spezies.
Weitere Bedrohungen stellen die Abholzung der Wälder im Inneren der Inseln, der Klimawandel mit dem damit ansteigenden Meeresspiegel und Veränderungen der Lebensräume und illegale Fischereimethoden dar.

## Bevölkerung

### Indigene Völker Ozeaniens

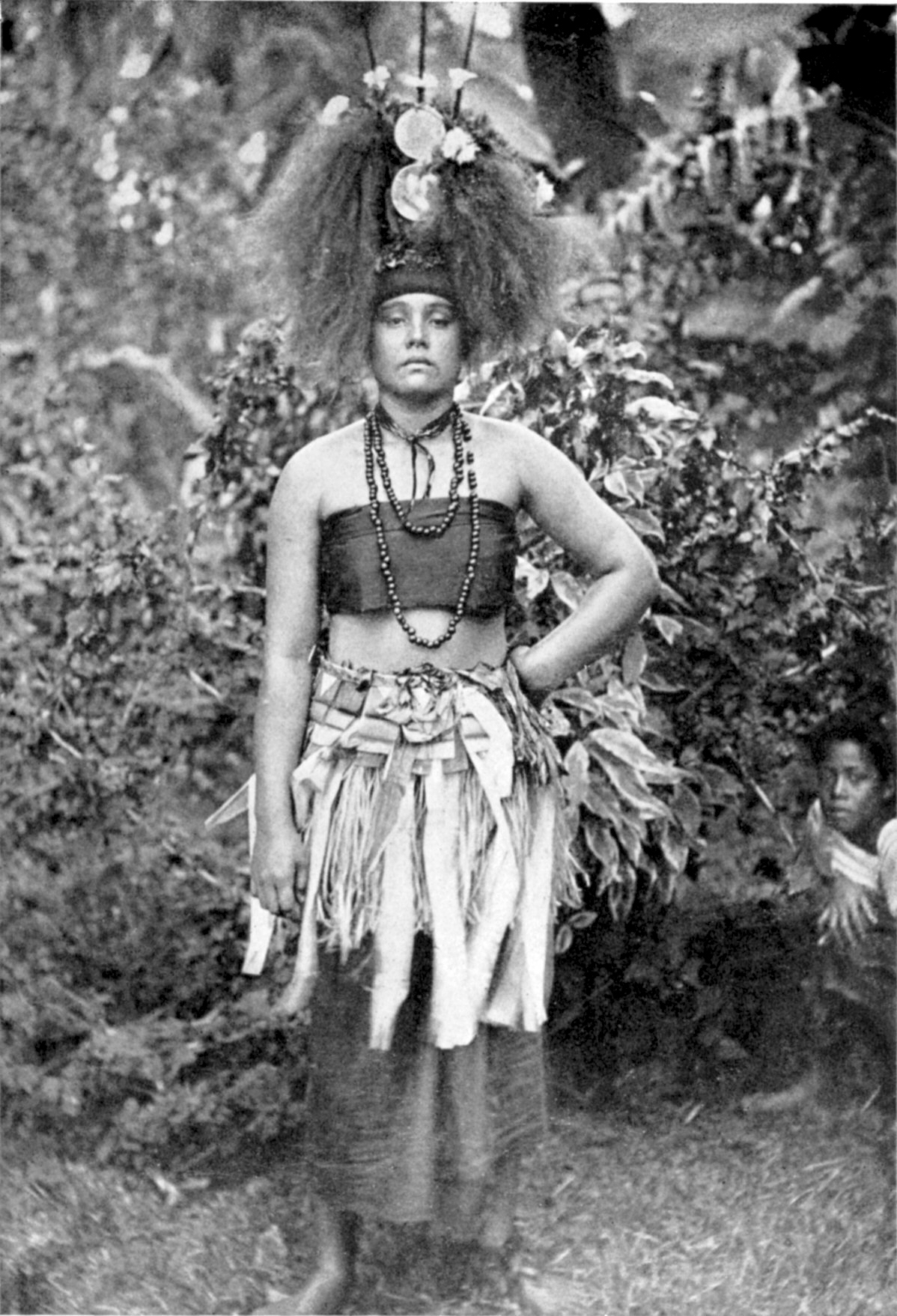
Frau von Samoa (1908)

Zu den indigenen Völkern Ozeaniens gehören:
- die Ureinwohner Australiens:
  - Aborigines
  - Tasmanier
- Melanesier in Melanesien, z. B.:
  - Kanak auf Neukaledonien
  - Torres-Strait-Insulaner
- Mikronesier in Mikronesien, z. B.:
  - Chamorro auf den Marianen
  - Nauruer auf Nauru
- Papua auf Neuguinea, z. B.:
  - Abelam
  - Iatmul
- Polynesier in Polynesien, z. B.:
  - Māori in Neuseeland
  - Tongaer auf Tonga

### Vielvölkersituation
Die indigene Bevölkerung Ozeaniens befinden sich in sehr unterschiedlichen Situationen. Während die Hawaiier nur noch in der Minderheit sind, ist der Anteil der Māori in Neuseeland noch bei knapp 15 %. Auf den Nördlichen Marianen haben die Mikronesier nur noch einen Bevölkerungsanteil von 21,3 %. Neuguinea hat größtenteils eine indigene Bevölkerung, so wie auch die meisten der Südseeinseln, wobei die Zuwanderung von Indonesiern aus dem Westen des Landes in Westneuguinea immer weiter zunimmt und zu Konflikten führt.
Europäer bilden die Mehrheit in Australien, Neuseeland und auf Hawaii. Große europäische Minderheiten leben auf Neukaledonien (34 %) und in Französisch-Polynesien (12 %).
Auf den Fidschiinseln bilden Inder eine Minderheit von 38,2 %. Auf den Nördlichen Marianen stellen die Filipinos mit 26,2 % die größte Bevölkerungsgruppe, die Chinesen mit 22,1 % die zweitgrößte. Auch in anderen pazifischen Inselstaaten nimmt der Anteil der Bevölkerung, die aus Asien stammt, durch Einwanderung deutlich zu.

## Wirtschaft

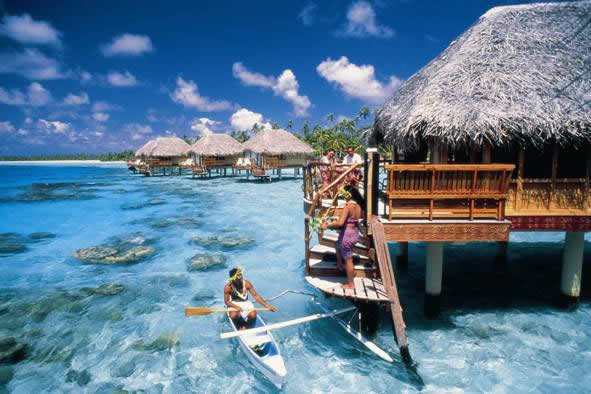
Tourismus auf Tahiti

Betrachtet man die am weitest verbreitete Begriffsdefinition, so ist Australien der wirtschaftliche Kern des Kontinents. Mit Neuseeland ist es auch ein international wichtiger Technologiestandort. Die kleineren aufstrebenden Inselstaaten verlagern ihre ökonomische Infrastruktur zunehmend in den Bereich der Dienstleistungen. Der Reiz der pazifischen Südseeinseln ist ein attraktiver Aspekt für den Tourismus, regional hängen bis zu 95 % des BIP direkt oder indirekt mit dem Fremdenverkehr zusammen. Die transozeanische Einfuhr von Arbeitswaren ist einerseits eine wirtschaftliche Bremse für die Länder der ersten Welt, sichert aber die Versorgung der abhängigen Kleinststaaten, die nur sehr wenig, hauptsächlich landwirtschaftliche Exportgüter (Arzneirohstoffe, Kokosnüsse) produzieren können. Als besonders schwierig erweist sich immer wieder der Güterverkehr zwischen den Inseln, der selten mit kleinen Wasserflugzeugen und hauptsächlich mit Frachtschiffen oder Fähren erfolgt. Telekommunikation und Rundfunk sind ebenfalls nur in den wenigen, dichter besiedelten Gebieten ausgebaut. In den abgeschiedeneren Gebieten kommt es vermehrt zu hohen Analphabetenraten (50 % in Wallis und Futuna). Diese, hauptsächlich von indigenen Völkern bewohnten Inseln sind meist politisch abhängige, vergessene Selbstversorgergebiete.

## Geschichte

### Vorkoloniale Geschichte
Es wird angenommen, dass der moderne Mensch vor mindestens 65.000 Jahren erstmals den australischen Kontinent besiedelt hat. Bis vor etwa 35.000 Jahren war über die kontinuierliche Landverbindung von Neuguinea bis nach Tasmanien die erste Besiedelung abgeschlossen. Es wird angenommen, dass auch Teile der Salomonen schon damals besiedelt wurden.
Eine zweite Einwanderungswelle begann, als ab etwa 1500 v. Chr. Melanesien und Mikronesien von Menschen mit austronesischen Sprachen besiedelt wurden. Um das Jahr 0 erreichten sie Polynesien, zwischen dem zweiten und sechsten Jahrhundert Hawaii, im 5. oder 6. Jahrhundert die Osterinsel und Neuseeland zwischen dem 11. und dem 13. Jahrhundert.
Vom 16. bis 18. Jahrhundert folgten die europäischen Forschungsreisen durch Portugiesen, Spanier, Niederländer, Franzosen und Briten.

### Koloniale Geschichte

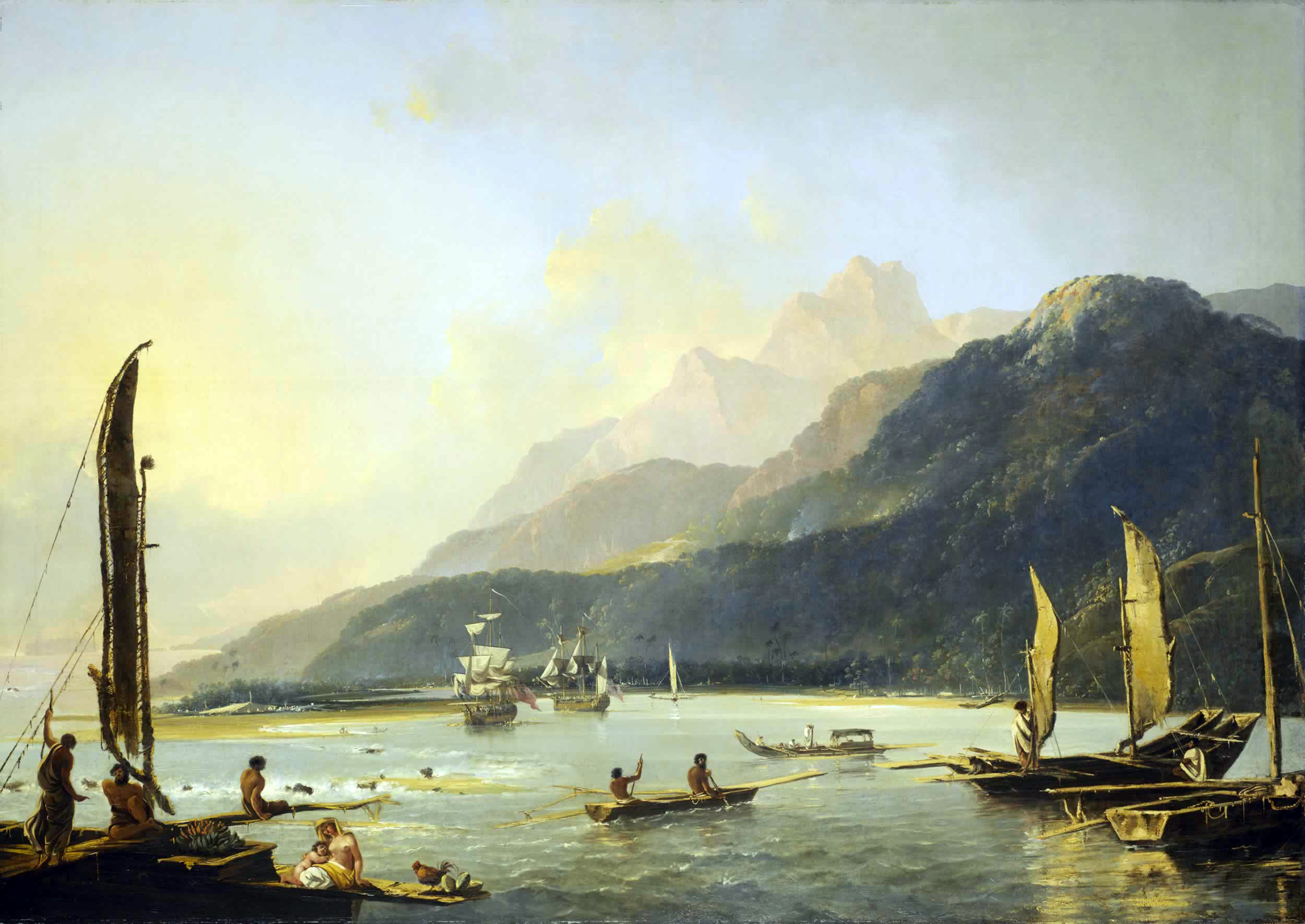
James Cooks Schiffe HMS Resolution und HMS Adventure während seiner zweiten Pazifikfahrt in der Bucht von Matawai, Tahiti. Im Vordergrund einheimische Fischer.

Ab dem 18. Jahrhundert wurde der europäische Handel intensiviert. Ehemalige Seeleute oder flüchtige Straftäter lebten in dieser Zeit als Strandläufer am Rande der einheimischen Gesellschaft und dienten als Zwischenhändler und Übersetzer zwischen Einheimischen und Europäern.
Im 19. Jahrhundert begannen die In-Besitznahme und Kolonisierung durch die europäischen Mächte. Ozeanien wurde unter Briten, Niederländern, Spaniern, Franzosen, Amerikanern, Japanern und Deutschen aufgeteilt. Die Landwirtschaft wurde wo möglich auf die Produktion von Kolonialwaren umgestellt. Zum Beispiel entstanden auf Fidschi Zuckerrohrplantagen. Die benötigten billigen Arbeitskräfte konnten im System der indentured labour anfangs durch Freiwillige gedeckt werden, während später auch Zwang (blackbirding) angewendet wurde. In der Zeit von 1879 bis 1916 kamen etwa 60.000 indische Arbeitskräfte nach Fidschi, die neben Ozeaniern in den Plantagen arbeiteten. Mehr als 60.000 Ozeanier, hauptsächlich von den Salomonen und den Neuen Hebriden, wurden als billige Arbeitskräfte nach Queensland gebracht.
Der Spanisch-Amerikanische Krieg führte am Ende des 19. Jahrhunderts zu einem wilden Wechsel der Hoheiten über die Pazifikgebiete. Die Niederlage im Ersten Weltkrieg zwang Deutschland dazu, seine Kolonien aufzugeben, die unter den Siegermächten aufgeteilt wurden. Der Pazifikkrieg während des Zweiten Weltkriegs führte zu großen Verwüstungen der betroffenen Regionen. Nach Kriegsende musste Japan auf seine Besitzungen in Ozeanien verzichten. Sie kamen als UN-Treuhandgebiete unter die Verwaltung der Vereinigten Staaten.
In der zweiten Hälfte des 20. Jahrhunderts wurden die Kolonien und Treuhandgebiete der Niederlande, Australiens, Großbritanniens und der USA in die Unabhängigkeit entlassen, wobei es bei einigen Staaten weiter enge Bindungen zur ehemaligen Kolonialmacht gibt. Letzte europäische Besitzungen sind Französisch-Polynesien, Wallis und Futuna, Neukaledonien (Frankreich) und die Pitcairninseln (Vereinigtes Königreich).

## Kunst und Kultur

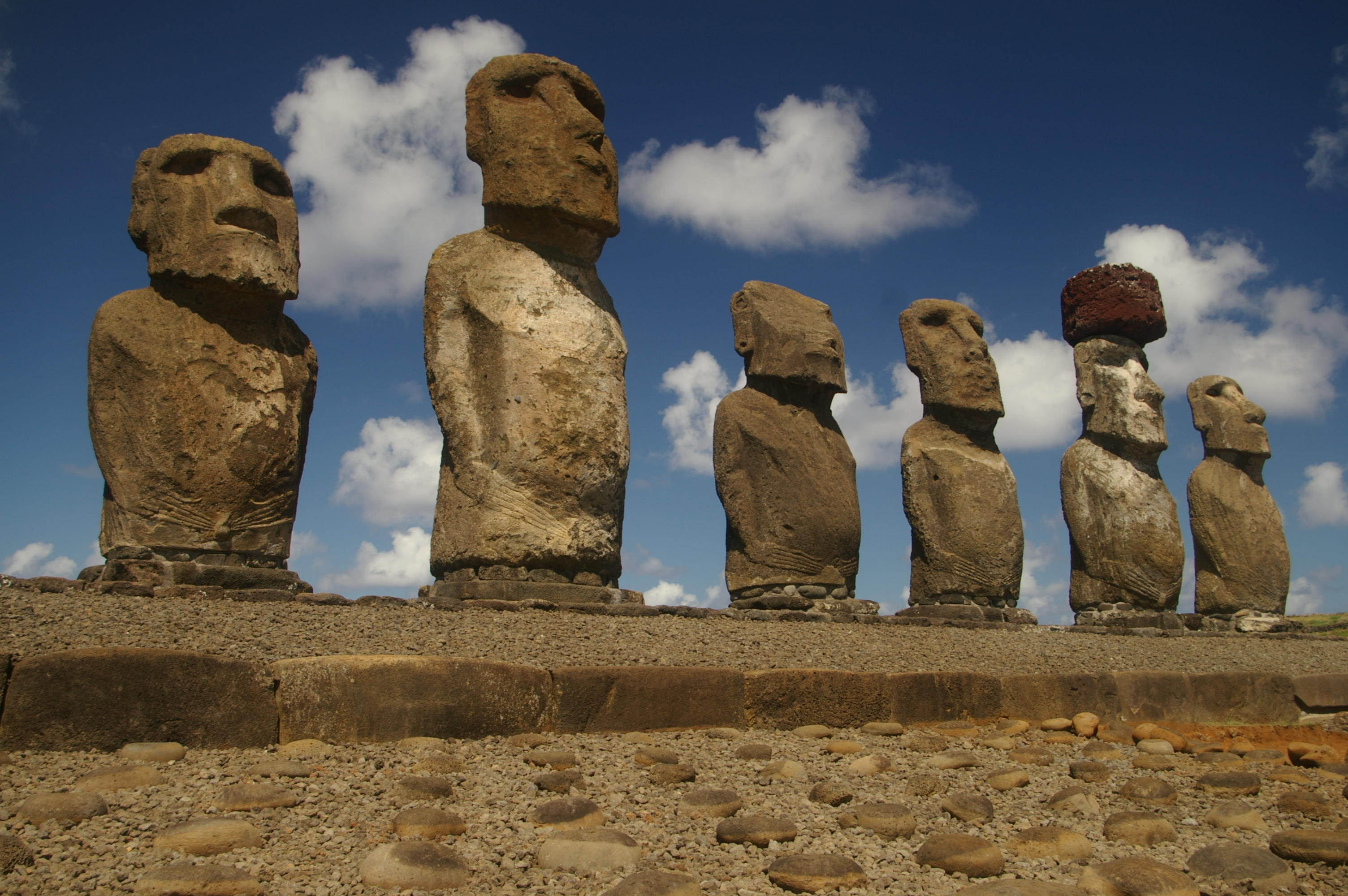
Moais auf der Osterinsel

Da unter den indigenen Völkern Ozeaniens keine Schrift bekannt war – ausgenommen die bislang unentzifferte Rongorongo-Schrift der Osterinsel – spielte Kunst eine sehr große Rolle. Geschichte wurde mit Malerei und Schnitzerei festgehalten und weitergegeben. Besonders Körperschmuck und -malerei waren Ausdruck von Individualismus und Schönheit. Tätowierungen waren vor allem unter den Polynesiern üblich. Vieles der ursprünglichen Kultur verschwand im Laufe der Kolonisation und der darauf folgenden Christianisierung der indigenen Bevölkerung.

### Polynesische und Māori-Kunst

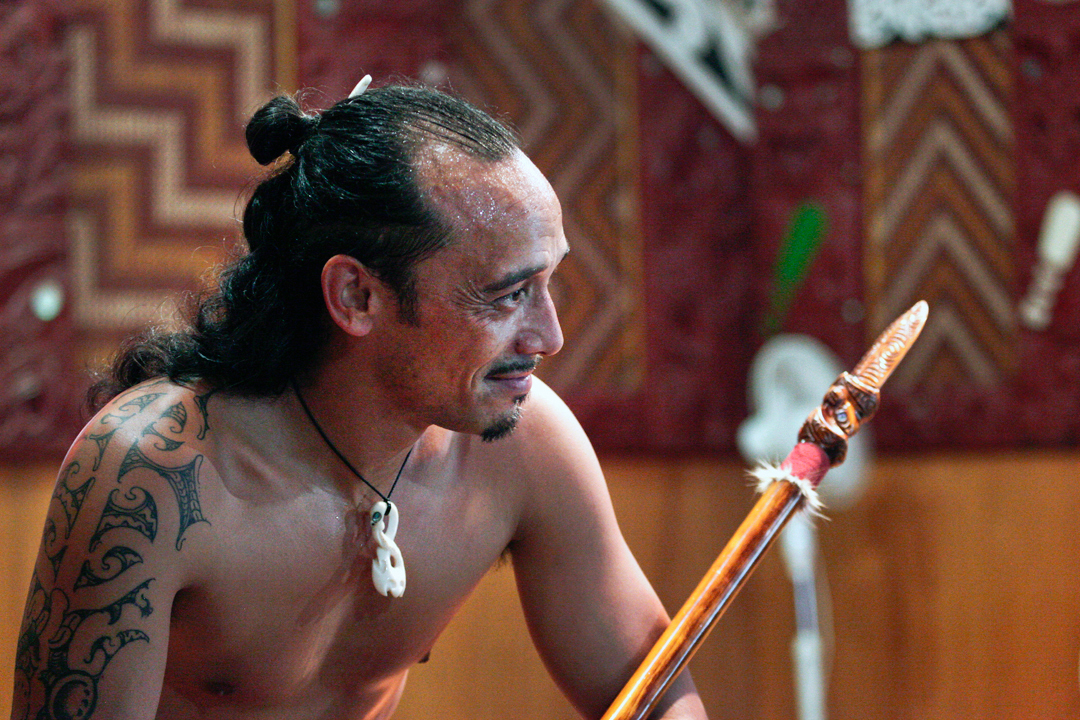
Tätowierungen bei einem modernen Māori

Kunst war sehr eng mit Praxisnutzen verbunden. Zwar stellte man auch rein dekorative Werke her, aber das Hauptaugenmerk künstlerischen Schaffens legte man auf den Schmuck von Alltagsgegenständen. Die am stärksten vertretene Ausdrucksform der polynesischen Kunst war die Schnitzerei. Von zentraler Bedeutung war die Verzierung der Waka, der Auslegerkanus der polynesischen Völker. Diese wurden mit besonderem Stolz gezeigt, verloren aber mit der Ankunft der Europäer aufgrund deren großen, modernen Schiffe an Bedeutung. Später konzentrierte man sich auf die Verzierung der Versammlungshäuser, mit der Gestaltung von Totems rund um den Ahnenkult. Die hohe gesellschaftliche Anerkennung des Handwerks stand in Verbindung mit einer Ehrerbietung gegenüber den Künstlern. Meist standen nur Werkzeuge wie scharfe Muscheln und Steine zum Schnitzen zur Verfügung. Erst durch die Europäer verbreiteten sich Metallwerkzeuge, womit von den Polynesiern auch Materialien wie Jade bearbeitet wurde. Diese wurde zu Schmuck und Werkzeug verarbeitet und ebenfalls reich verziert.
Eine weitere Kunstform Polynesiens ist die Tätowierung, die früher den Status einer Person widerspiegelte. Je größer und verschlungener das so genannte Moko war, umso höher war der Rang der Person, die es trug. Mit Hammer und Schlegel wurden die Muster (meist Spiralen oder muschelähnliche Formen) in die Haut gestoßen und mit frischem Ruß eingerieben. Den Frauen waren diese Arten der Kunstausübung größtenteils verwehrt. Die einzige standesgemäße Form kreativen Schaffens für Frauen war das Weben. Die Flachsfasern wurden verschieden eingefärbt und zu komplizierten Mustern verwoben.